# Прохорове
Прохорове́ — село Іванівської селищної громади Березівського району Одеської області в Україні. Населення становить 450 осіб.

## Стислі відомості
Село складається з 4 вулиць. Знаходиться в 4 кілометрах від адміністративного центру Іванівської селищної громади.
Колишній орган місцевого самоврядування — Бузинівська сільська рада.

## Населення
Згідно з переписом 1989 року населення села становило 610 осіб, з яких 258 чоловіків та 352 жінки.
За переписом населення 2001 року в селі мешкало 449 осіб.

### Мова
Розподіл населення за рідною мовою за даними перепису 2001 року:
| Мова       | Відсоток |
| ---------- | -------- |
| українська | 89,56 %  |
| російська  | 7,33 %   |
| румунська  | 2,22 %   |
| болгарська | 0,44 %   |
| гагаузька  | 0,22 %   |